# Bajina Bašta
Bajina Bašta (cyr. Бајина Башта) – miasto w Serbii, w okręgu zlatiborskim, siedziba gminy Bajina Bašta. W 2011 roku liczyło 9148 mieszkańców.